# Atractodes popofensis
Atractodes popofensis är en stekelart som först beskrevs av William Harris Ashmead 1902.  Atractodes popofensis ingår i släktet Atractodes och familjen brokparasitsteklar. Inga underarter finns listade.